# Tatianus (Konsul)
Tatianus war ein spätantiker oströmischer Politiker und Konsul im Jahr 466.
Tatianus entstammte einer einflussreichen Familie der spätrömischen Aristokratie. Sein Großvater war Flavius Eutolmius Tatianus, Konsul des Jahres 391. Sein Bruder war Iulius, Statthalter von Lykien zwischen 450 und 457.
Tatianus wurde von seinem Vater, dessen Name unbekannt ist, im Jahr 388 nach Konstantinopel geschickt, um dort seine Ausbildung bei seinem Großvater zu beenden.  Um das Jahr 422 nahmen Tatianus und sein Bruder Iulius den späteren Kaiser Marcianus in Sidyma in der Provinz Lykien auf. Zonaras berichtet, dass sie ihm die kaiserliche Herrschaft voraussagten. Als Belohnung soll Tatianus später das Amt des Stadtpräfekten von Konstantinopel erhalten haben, das er von 450 bis 452 ausübte.
Vor 450 war Tatianus wahrscheinlich Statthalter der Provinz Karien, wo er ein Denkmal in Aphrodisias zu Ehren seines Großvaters restaurierte.  Im Jahr 451 nahm er am Konzil von Chalcedon teil. Zwischen 452 und ca. 464 wurde er zum Patricius ernannt. Um das Jahr 464 wurde er als Gesandter Kaiser Leos I. zu den Vandalen geschickt, konnte jedoch keine diplomatischen Erfolge erzielen. Schließlich wurde Tatianus im Jahr 466 Konsul, gemeinsam mit Kaiser Leo I.